# ラッキーDAY
ラッキーDAY（らっきーでぃ）は、椎名へきるの2枚目のシングル。
1995年9月1日、ソニー・ミュージックエンタテインメントより発売。2004年9月29日、ソニー・ミュージックレコーズよりマキシ盤で再発売（レーベルは初盤、マキシ盤共にSony Records）。

## 収録曲
（全作詞：岡崎誉史）
1. ラッキーDAY 
作曲：岡崎誉史、編曲：磯谷健
2. 夕暮れのジョギング
作曲：松田信男、編曲：たつのすけ
3. ラッキーDAY（オリジナル・カラオケ）